# Шугар, Сергей Сергеевич
Сергей Сергеевич Шугар (1937 — 2019) — советский руководитель производства в системе деревообрабатывающей промышленности. Герой Социалистического Труда (1974).

## Биография
Родился  20 августа 1937 года в деревне Садовая, Брянской области в  семье.
С 1960 года после окончания Брянского лесотехнического института работал в Галичском леспромхозе Костромской области.
С 1966 года — главный инженер леспромхоза в Тюменской области. С 1969 года — директор Комсомольского леспромхоза в Советском районе Ханты-Мансийского автономного округа, благодаря С. С. Шугару Комсомольский леспромхоз становится флагманом лесной промышленности СССР и передовым предприятием в освоении всего нового и передового в технике и организации труда.  7 мая 1971 года за высокие показатели в труде С. С. Шугар был награждён Орденом Трудового Красного Знамени. 8 января 1974 года  «за выдающиеся успехи в выполнении и перевыполнении планов на 1973 год по заготовке , переработке и поставке древесины и принятых социалистических обязательств» Указом Президиума Верховного Совета СССР Сергею Сергеевичу Шугару было присвоено звание Героя Социалистического Труда с вручением Медали «Серп и Молот» и Орденом Ленина.
С 1973 по 1979 годы — главный инженер и заместитель начальника Всесоюзного объединения «Тюменьлеспром» Министерства лесной и деревообрабатывающей промышленности СССР. С 1982 года после окончания Академии народного хозяйства при Совете Министров СССР был  назначен заместителем начальника Управления  материально-технического снабжения Министерства лесной, целлюлозно-бумажной и деревообрабатывающей промышленности СССР.  С 1992 года — директор государственного предприятия «Лескомцентр».
Умер 14 августа 2019 года в Москве.

## Награды
- Медаль «Серп и Молот» (8.01.1974)
- Орден Ленина (1974)
- Орден Трудового Красного Знамени (1971)

### Звания
- Почётный гражданин Югорска